# Eutydemos II
Eutydemos II – król Baktrii panujący ok. 190–185 p.n.e., następca Demetriusza I.
W trakcie jego panowania pojawili się uzurpatorzy roszczący sobie pretensje do tronu, co spowodowało rozpad i osłabienie królestwa. Byli to Agatokles w Paropamisadzie i Pantaleon w Arachozji, prawdopodobnie krewni Diodotosa II, obalonego przez jednego z jego poprzedników Eutydemosa I. Do ponownego zjednoczenia państwa doprowadził jego następca Antymachos I Theos.